# Robert Woodruff
Robert Winship Woodruff (6 de dezembro de 1889 — 7 de março de 1985) foi presidente da The Coca-Cola Company de 1923 a 1954. Com grande patrimônio, ele também foi um grande filantropo e muitos marcos educacionais e culturais nos Estados Unidos. Diversos locais na cidade de Atlanta, Geórgia, possuem seu nome; entre eles estão o centro de artes visuais e performáticas Woodruff Arts Center, o Woodruff Park (principal parque do Centro da cidade) e a Biblioteca Robert W. Woodruff (principal biblioteca da Universidade Emory).

## Biografia
Woodruff nasceu no estado da Geórgia, na cidade de Columbus, localizada próxima a divisa com o estado do Alabama. Era filho de Ernest Woodruff, um empresário de Atlanta que, entre outras coisas, era o líder do grupo de investidores que comprou de Asa Griggs Candler a The Coca-Cola Company em 1919. Seu avô era um magnata manufatureiro de Atlanta, Robert Winship.
Robert Woodruff, depois de se formar na Academia Militar da Geórgia, frequentou o Instituto de Tecnologia da Geórgia (Georgia Tech) e depois o campus da Universidade Emory em Oxford, na Georgia, por um período. Descontente com as aulas, largou os estudos e trabalhou nos próximos anos fazendo biscates em Atlanta.
Rejeitando as ofertas de trabalho de seu pai, em 1909 começou a trabalhar como operário em uma fundição, em Atlanta. Na empresa iniciou como carregador de areia e depois trabalhou como mecânico de aprendiz de maquinista; depois de um ano Woodruff foi demitido. Posteriormente recontratado pela mesma empresa, ele conseguiu ingressar no setor de vendas. Aceitaria uma oferta de trabalho de seu pai na Atlantic Ice and Company Coal, mas depois saiu da empresa por divergências com ele.
Admirador de automobilismo passa a trabalhar na White Motor Company  e durante uma viagem de negócios a Nova York, Woodruff chamou a atenção de Walter White, presidente da empresa, que lhe oferece uma posição no setor de vendas. Durante a Primeira Guerra Mundial, Woodruff entrou para o Departamento de Artilharia dos EUA, onde promoveu um projeto de caminhão que somente a White Motors poderia atender, dando à empresa enormes vendas de tempo de guerra. Seu impressionante recorde de vendas lhe valeu a vice-presidência em 1921 e a eleição para o conselho de White um ano depois.
Em 1919, um consórcio de empresários, chefiado pelo pai de Woodruff, comprou a Coca-Cola por US $ 25 milhões; mas logo em seguida o valor das ações da empresa e as vendas do refrigerante despencaram, em parte devido às flutuações do mercado no preço do açúcar após a Primeira Guerra Mundial. Reconciliado com seu pai, Woodruff assume o cargo de presidente da Coca Cola e 1923, quando a empresa passava por estas dificuldades financeiras. Em 1926 torna a Coca-Cola em uma empresa internacional, estabelecendo um departamento estrangeiro. Estas ações transformariam a Coca-Cola Company em uma das marcas mais conhecidas e reconhecidas do mundo.
Apesar da desaceleração da economia provocada pela Grande Depressão da Crise de 1929, a cobrança de apenas cinco centavos por uma garrafa de Coca-Cola manteve os lucros crescendo e o valor das ações da empresa subindo nos Estados Unidos. Na Segunda Guerra Mundial Woodruff driblou o racionamento de açúcar, ao garantir o preço de uma Coca-Cola por cinco centavos por bebida para todo o pessoal de serviço americano, onde quer que eles estivessem localizados, o que isentava a empresa do racionamento de açúcar. Com a aprovação do Departamento de Defesa e o endosso do general Dwight Eisenhower, dezenas de novas instalações de "guerra" foram instaladas no exterior para fornecer um suprimento constante de Coca-Cola engarrafada para soldados na China, Europa, Norte da África e Pacífico.
Para expandir suas operações, Woodruff fez a empresa construir suas fábricas internacionais após o término da Segunda Guerra. Em 1955, Woodruff completou 65 anos e as regras da empresa exigiam que ele renunciasse; deixa o cargo de presidente em 1954, mas permaneceu no conselho de diretores até 1984, tendo significativo controle sobre grande parte da direção da empresa.
Faleceu aos 95 anos, em 1985, sendo sepultado no Cemitério Westview, no sudoeste de Atlanta.
O motorista pessoal de Woodruff foi Luther Cain Jr., pai do empresário e candidato presidencial republicano dos Estados Unidos em 2012, Herman Cain.

## Filantropia
Woodruff prosperou e passou a praticar filantropia de forma reservada ou através de sua Fundação Trebor, criada em 1937; beneficiando instituições de caridade e organizações, tanto na Geórgia e fora do estado. Dando crédito ao sucesso da Coca-Cola, geralmente evitou aparições públicas, prêmios e títulos honorários pessoais.
Em 3 de junho de 1962, muitos dos líderes cívicos e culturais de Atlanta morreram, eles estavam retornando de uma excursão a museus na Europa patrocinada pela Associação de Arte de Atlanta quando seu Boeing 707 fretado caiu no campo de Orly, perto de Paris, na França. Diante disso, em memória aos mortos, anonimamente Robert Woodruff ajudou a criar o centro de artes visuais e performáticas Atlanta Memorial Arts Center, o atual Woodruff Arts Center. Outras contribuições filantrópicas ajudaram no desenvolvimento social investindo em faculdades e universidades negras e em outros setores sem fins lucrativos. Sua generosidade também ajudou a fazer de Atlanta um importante centro médico, de saúde e de saúde pública no sul dos Estados Unidos e um dos mais importantes do país.
Woodruff foi fundamental para o sucesso do jantar realizado em Atlanta em homenagem ao reverendo Martin Luther King Jr., depois que King recebeu o Prêmio Nobel da Paz em 1964. O jantar beneficente era destinado a angariar fundos para as causas sociais de Luther King. As vendas de ingressos estavam até então estagnadas, até que Woodruff sinalizou seu apoio pessoal ao jantar.
Como exceção a sua regra de anonimidade filantrópica, em 1979, Robert Woodruff fez pessoalmente, junto com seu irmão George, a doção de US$ 105 milhões para a Universidade Emory de Atlanta; a maior doação já feita a uma única instituição educacional na época.
Posteriormente a Fundação Trebor seria renomeada como Fundação Robert W. Woodruff. Robert e sua esposa Nell não tiveram filhos, ela morreria em 1968. Quando Robert faleceu, a Fundação Robert W. Woodruff recebeu os seus bens com a missão de continuar o seu legado filantropo no estado da Geórgia.